# Kurtschatow (Kasachstan)

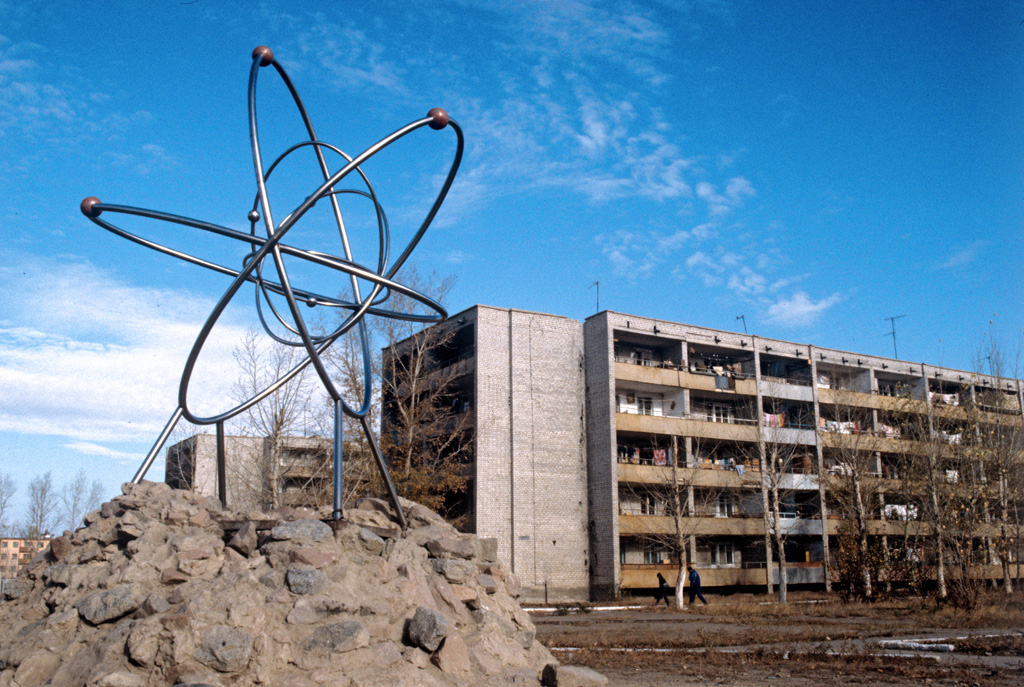
Kurtschatow

Kurtschatow (kasachisch und russisch Курчатов) ist eine Stadt in Kasachstan mit etwa 10.000 Einwohnern. Sie liegt im Gebiet Abai an den Ufern des Flusses Irtysch, überwiegend linksufrig, südwestlich des Flusses.

## Geografie, Verkehr
Der stark mäandrierende Fluss Irtysch kommt aus China, das etwa 400 km südöstlich liegt, und durchfließt auf dieser Strecke den über 100 km langen Saissansee. Irtysch fließt weiter nach Nordnordwesten und erreicht 400 km Luftlinie weiter Russland. Russisches Gebiet liegt auch 100 km östlich von Kurtschatow und begleitet in diesem Abstand auch den Fluss Irtysch, der 350 km Luftlinie nordnordwestlich der Stadt nach Russland fließt. 
Linksufrig den Irtysch flussauf verläuft die Straße R-174, über die man nach 143 km Semei, ehemals Semipalatinsk, am rechten Ufer liegend, erreicht. Eine ähnliche Route wählt die Bahn. In Semei gibt es einen Flughafen.
In der Gegend wächst wenig Vegetation, am meisten in der Nähe des Flusses.

## Geschichte
Kurtschatow trug als geschlossene Stadt die Adressen Semipalatinsk-21 und Moskau-400. 
Die Stadt wurde nach dem Physiker Igor Wassiljewitsch Kurtschatow benannt.
Der Ort bekam 1948 die Stadtrechte verliehen und war früher eine geschlossene Stadt und das Verwaltungszentrum des ehemaligen Atomwaffentestgeländes Semipalatinsk, in dem 1949–1989 fast 500 über- und unterirdische Atombombenversuche stattfanden.

## Bevölkerung
Von den rund 12.000 Einwohnern sind circa 54 % Russen, 39 % Kasachen, 2 % Ukrainer, 1,4 % Deutsche und 3,6 % anderer Nationalität.